# Pedro Vega
Pedro Antonio Vega Rodríguez (Vega de San Mateo, Las Palmas, España, 19 de julio de 1979), conocido como Pedro Vega es un exfutbolista profesional español. Jugó de centrocampista o extremo zurdo. 

## Trayectoria
Formado en los filiales de la U. D. Las Palmas, debutó en el primer equipo en 1998 aunque no se asentó en la plantilla hasta 2002, pasando por distintas cesiones. Tras dos temporadas en el club canario, fichó por el Polideportivo Ejido entonces en segunda división, donde estuvo cuatro temporadas, las más exitosas de su carrera.
En el 2008 fichó por el Levante U. D. y un año más tarde retornó al club donde se formó. En el año 2013 finalizó contrato con los amarillos y se retira del fútbol profesional, aunque aun participó ocasionalmente en el Panadería Pulido San Mateo, de su pueblo natal, de la Regional Preferente.

## Clubes y estadísticas
- Actualizado el 13 de julio de 2012.

| Club                            | País   | Año       | División                    | Part. | Goles |
| ------------------------------- | ------ | --------- | --------------------------- | ----- | ----- |
| Las Palmas Atlético             | España | 1998-1999 | Tercera División            | -     | -     |
| U. D. Las Palmas                | España | 1998-1999 | Segunda División            | 1     | 0     |
| Las Palmas Atlético             | España | 1999-2000 | Tercera División            | -     | -     |
| Granada C. F. (cedido)          | España | 2000-2001 | Segunda División B          | 35    | 6     |
| Universidad Las Palmas (cedido) | España | 2001-2002 | Segunda División B          | 34    | 14    |
| U. D. Las Palmas                | España | 2002-2003 | Segunda División            | 35    | 5     |
| U. D. Las Palmas                | España | 2003-2004 | Segunda División            | 29    | 3     |
| Polideportivo Ejido             | España | 2004-2005 | Segunda División            | 40    | 11    |
| Polideportivo Ejido             | España | 2005-2006 | Segunda División            | 38    | 11    |
| Polideportivo Ejido             | España | 2006-2007 | Segunda División            | 40    | 7     |
| Polideportivo Ejido             | España | 2007-2008 | Segunda División            | 20    | 2     |
| Levante U. D.                   | España | 2008-2009 | Segunda División            | 25    | 6     |
| U. D. Las Palmas                | España | 2009-2010 | Segunda División            | 4     | -     |
| Universidad Las Palmas (cedido) | España | 2009-2010 | Segunda División B          | 15    | 2     |
| Universidad Las Palmas (cedido) | España | 2009-2010 | Promoción a Segunda 2009-10 | 4     | 1     |
| U. D. Las Palmas                | España | 2010-2011 | Segunda División            | 25    | 2     |
| U. D. Las Palmas                | España | 2010-2011 | Copa del Rey                | 1     | 1     |
| U. D. Las Palmas                | España | 2011-2012 | Segunda División            | 9     | 0     |
| U. D. Las Palmas                | España | 2011-2012 | Copa del Rey                | 1     | 0     |
| U. D. Las Palmas                | España | 2012-2013 | Segunda División            | 1     | 0     |